# Gregorio Gamarra
Gregorio Gamarra (hacia 1570-1642) fue un pintor español activo en el Virreinato de Perú durante del siglo XVII, en La Paz (Bolivia) y Cuzco (Perú).

## Biografía
Se desconoce gran parte de su biografía. Gamarra fue seguidor de Bernardo Bitti. Llegó al Cuzco proveniente de Potosí realizando en 1607 Aparición de San Francisco al Papa Nicolás V que se encuentra en la iglesia de La Recoleta de Cuzco. En este lugar se encuentran también su Inmaculada Concepción y La Visión de la Cruz, basada esta última en un grabado de Sadeler.
En la ciudad de La Paz ha dejado varias obras como la Virgen de Guadalupe, realizada en Cuzco y firmada en 1609, La Porciúncula, la Visión del carro de fuego y una Inmaculada con San Francisco y San Diego que se encuentran en el convento de San Francisco de la ciudad. En el Museo Nacional de Arte se encuentra la Adoración de los Reyes, basada en grabado de Sadeler. Tiene una Virgen con el Niño, San Juanito y San José en colección particular, un Cristo atado a la columna en la universidad de La Paz y una Muerte de san José en el convento del Carmen.

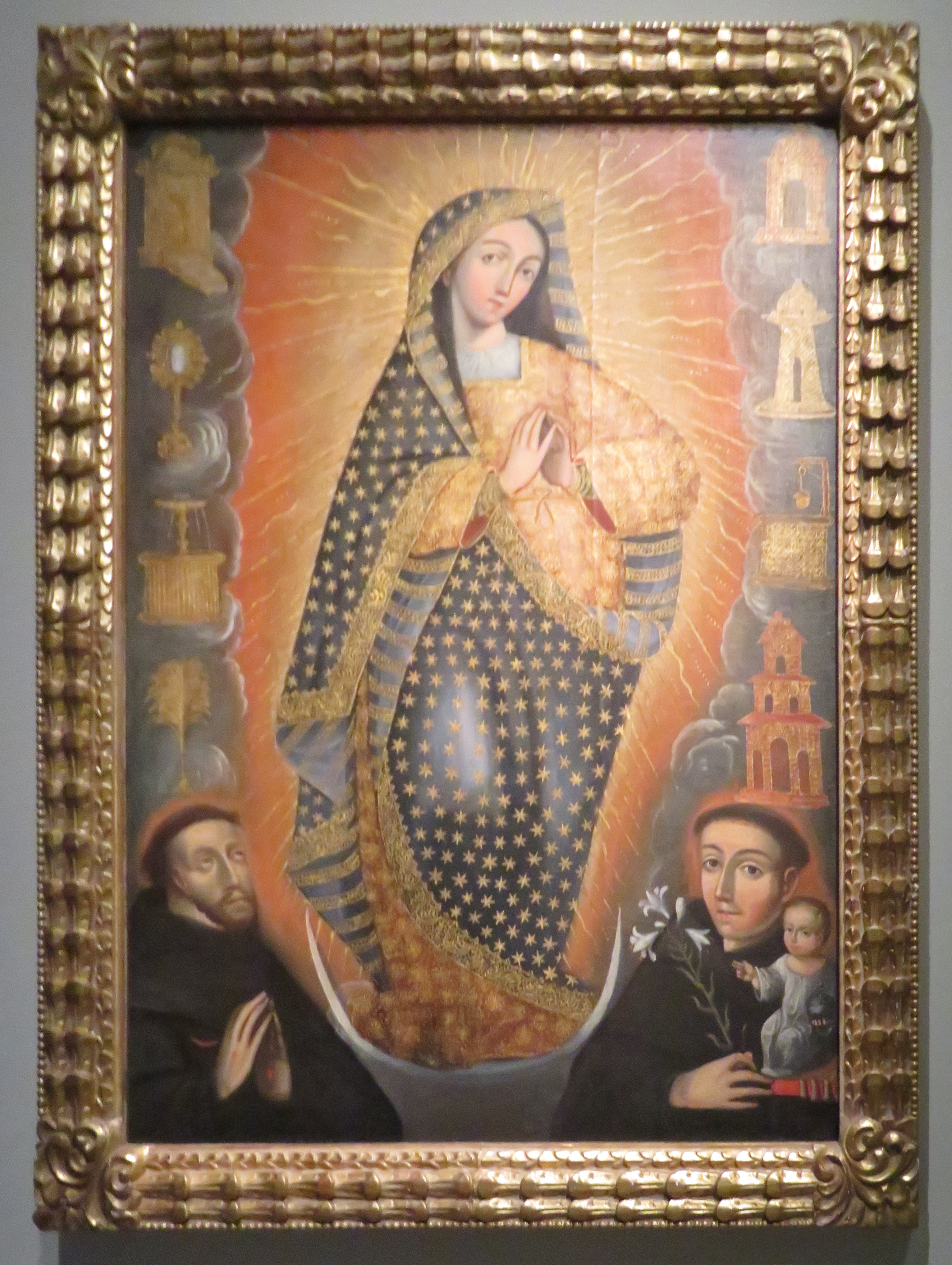
Inmaculada Concepción con san Antonio y san Francisco
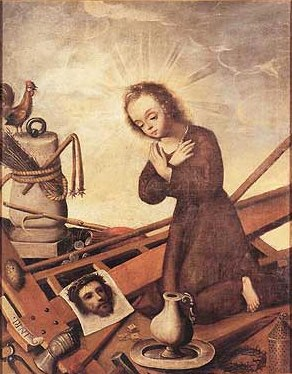
Niño Jesús con símbolos de la Pasión
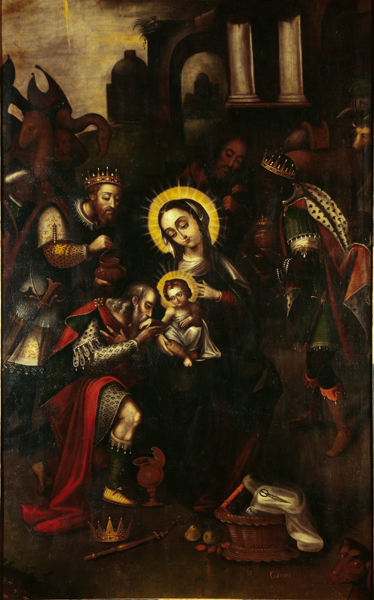
Adoración de los Reyes, Museo Nacional de La Paz (Bolivia)
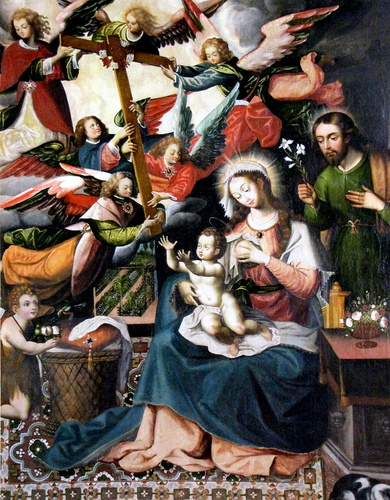
Visión de la Cruz convento franciscano de la Recoleta, Cuzco (Perú)